# Nadejda Dourova
Nadejda Andreïevna Dourova est une femme de lettres et un officier russe née le 17 septembre 1783 (28 septembre dans le calendrier grégorien) à Kiev et morte le 21 mars 1866 (2 avril dans le calendrier grégorien) à Ielabouga. Elle est la première femme officier de la cavalerie russe et l'auteur d'une des premières autobiographies en russe.

## Biographie
Nadejda Dourova est la fille d'un capitaine de hussard ukrainien. Elle grandit élevée comme un garçon dans les campements militaires.

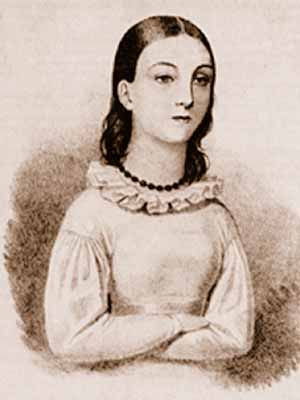
Nadezhda Durova vers 13 ans.

Après la retraite de son père, elle a continué à jouer avec des sabres cassés, et inquiète sa famille en apprivoisant secrètement un étalon qu'ils considéraient comme indomptable. En 1801, elle épouse un juge de Sarapul, V.S. Tchernov et donne naissance à un fils en 1803. Selon certains témoignages, elle s'enfuit de chez elle avec un officier cosaque en 1805.
En 1807, à l'âge de vingt-quatre ans, elle se déguise en garçon, abandonne fils et mari, et emportant son cheval Alkid, s'enrôle dans le régiment de chevaux polonais (plus tard classé uhlans) sous le pseudonyme d'Alexandre Sokolov, avant la bataille de Friedland (campagne de Prusse et de Pologne) à laquelle elle participe.
Ses exploits parviennent aux oreilles du Tsar Alexandre Ier, qui, séduit par le cran de la jeune Nadejda — alias « Alexandrov », la promeut au prestigieux régiment de hussard de Marienpoul.
Elle combat lors de la bataille de la Moskova en 1812. Son identité découverte, elle est promue lieutenant dans un régiment de hussards. Tombée malade après la prise de Moscou, elle quitte l'armée en 1812. D’après le traducteur de ses mémoires, cette retraite précoce fut décidée à la suite d'un refus de promotion. Elle s'occupe alors de son père et travaille comme avocate. Elle reprend son identité de femme et se consacre à d'autres projets, tels le sauvetage d'animaux blessés, l'investissement dans des œuvres caritatives locales et l'écriture.
En 1866, elle est enterrée avec les honneurs militaires.
Première femme officier, reconnue comme tel, en Russie, Dourova était farouchement patriote et considérait la vie militaire comme une liberté. Elle aimait les animaux et le plein air. Elle estimait qu'elle avait peu de talent pour les travaux traditionnels des femmes.

## Autobiographie

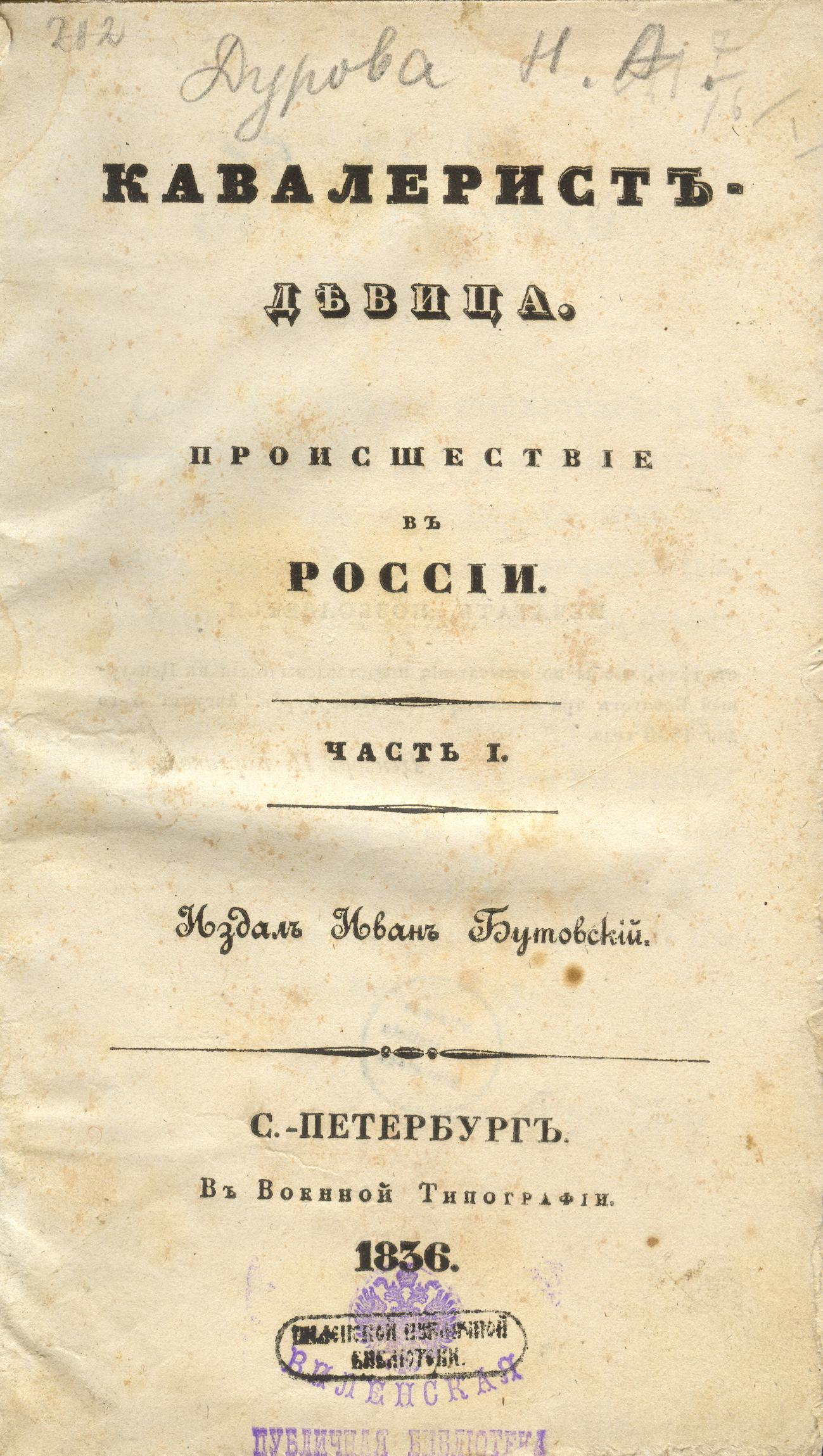
Première édition de Cavalière du Tsar (« Notes d'une cavalière »).

- Cavalière du tsar, éditions Viviane Hamy, 1996 ((ru) Записки кавалерист-девицы, 1836), trad. Paul Lequesne  (ISBN 978-2878580723)Dans ses mémoires, elle décrit une relation malheureuse avec sa mère, une relation chaleureuse avec son père et rien de sa vie conjugale.

## Au cinéma
- La Ballade des Hussards (Гусарская баллада, Gusarskaya ballada), film soviétique réalisé par Eldar Riazanov, sorti en 1962[3],[4] Le film raconte l'histoire d'une jeune femme qui intègre un régiment de hussards. Le rôle est tenu par Larisa Golubkina[5].